# Tête du Véleray
La tête du Véleray est une montagne de France située en Haute-Savoie, dans le massif du Beaufortain. Avec 2 452 mètres d'altitude, elle domine le val d'Arly avec Megève au nord-ouest et le val Montjoie avec les Contamines-Montjoie à l'est. Elle fait partie de la crête reliant le mont Joly au nord-est via la tête de la Combaz à l'aiguille Croche au sud-ouest. Le téléski du Véleray desservant une piste noire et faisant partie de la station de sports d'hiver des Contamines du domaine skiable Hauteluce Val Joly se trouve sur son adret.